# Cercosporula corticola
Cercosporula corticola är en svampart som beskrevs av G. Arnaud 1954. Cercosporula corticola ingår i släktet Cercosporula, ordningen Chaetosphaeriales, klassen Sordariomycetes, divisionen sporsäcksvampar och riket svampar.   Inga underarter finns listade i Catalogue of Life.